# Malostranská vodárenská věž
Malostranská vodárenská věž zvaná též Petržilkovská věž je nejmenší pražská historická vodárenská věž, jediná z historických vodárenských věží při levém břehu řeky Vltavy. Nachází se na Smíchově (Praha 5) na Petržilkovském ostrově, poblíž Janáčkova nábřeží a jižního cípu Dětského ostrova.
Věž stojí na místě bývalého Petržilkova mlýna, jehož vlastníkem byl mlynář Jan Petržilka, od něhož pochází její název. V letech 1561 až 1562 zde byla namísto původní dřevěné věže v blízkosti mlýna postavena kamenná vodárenská věž, jež zásobovala vodou z řeky Vltavy pražskou Malou Stranu. Tomuto účelu věž s vodárnou sloužila až do roku 1886. V roce 1987 až 1988 věž prodělala rekonstrukci a byla připojena lávkou k přilehlé administrativní budově. Výška této vodárenské věže činí pouze 34 metrů a má sedm podlaží.

Přilehlá vodárna byla roku 1826 vybavena, obdobně jako Staroměstská vodárenská věž, čerpadly českého inženýra Josefa Božka.

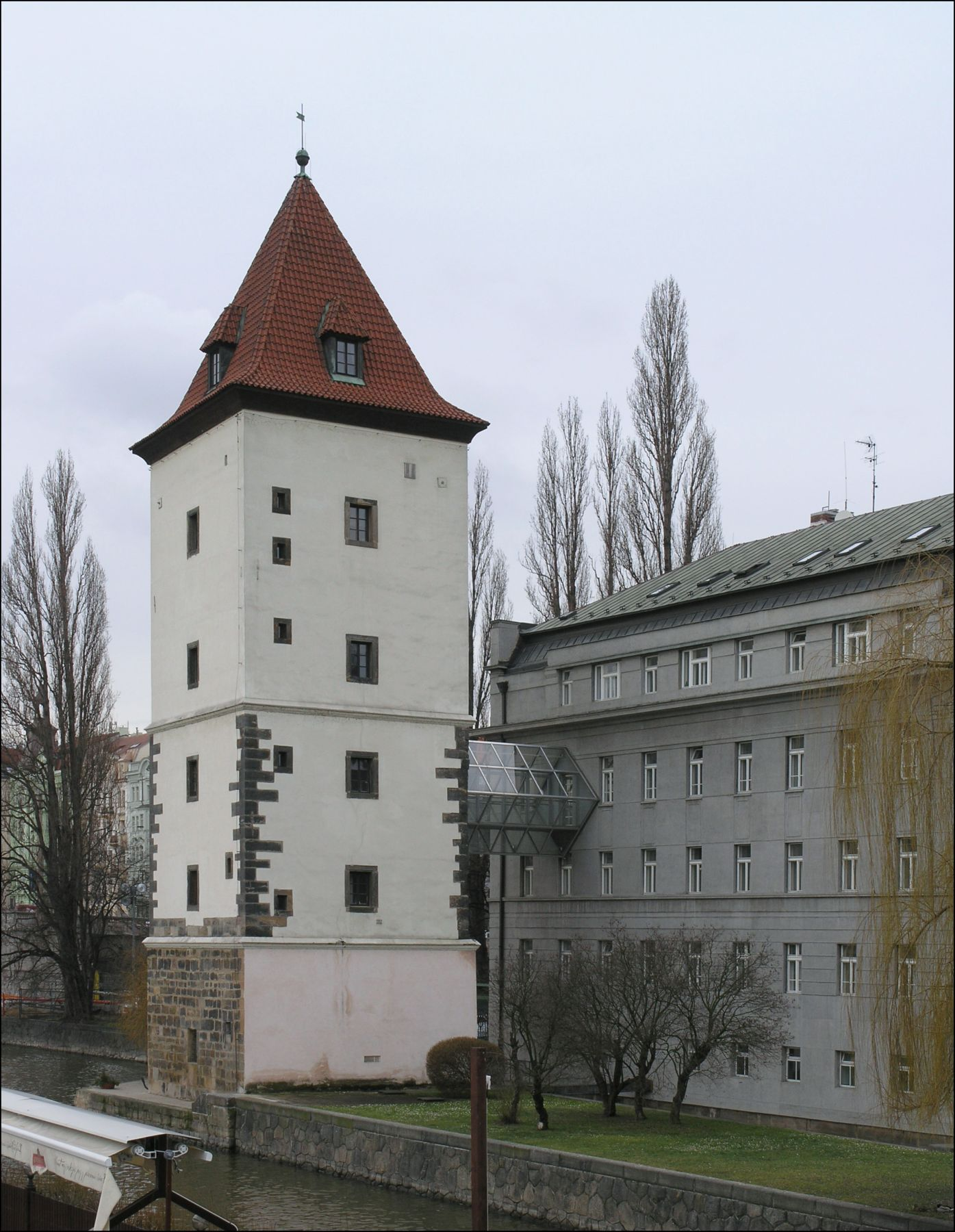
Pohled na věž